# Queen's Club Championships 2007
Queen's Club Championships 2007 — тенісний турнір, що проходив на трав'яних кортах у Лондоні, Велика Британія з 11 червня . Належав до категорії ATP International Series.

## Фінальна частина

### Одиночний розряд
Енді Роддік —  Ніколя Маю 4–6, 7–6(9–7), 7–6(7–2)

### Парний розряд
Марк Ноулз (тенісист) /  Деніел Нестор —  Боб Браян /  Майк Браян 7–6(7–4), 7–5